# Моника Селеш
Моника Селеш (на английски: Monica Seles; на сръбски: Моника Селеш / Monika Seleš; на унгарски: Szeles Mónika) е бивша тенисистка. Избрана е за Спортист на Балканите през 1990 и 1991 година.
Тя е етническа унгарка, родена в Нови Сад, Автономна област Войводина, СР Сърбия, Югославия на 2 декември 1973 г.
На 16-годишна възраст става най-младата притежателка на титлата от Откритото първенство на Франция „Ролан Гарос“. През 1991 и 1992 г. е играч номер 1 сред жените.
През 1993 г. е намушкана с нож в гърба от фанатизиран поддръжник на съперничката ѝ Щефи Граф по време на мач с Магдалена Малеева. Това я принуждава да се оттегли от спорта за повече от 2 години.
Изиграва последния си професионален мач през 2003 година, но официално се оттегля от спортни състезания през февруари 2008 г.

## Успехи
- Открито първенство на САЩ
Първо място: 1991, 1992
Второ място: 1995, 1996
- Открито първенство на Австралия
Първо място: 1991, 1992, 1993, 1996
- Ролан Гарос
Първо място: 1990, 1991, 1992
Второ място: 1998
- Уимбълдън
Второ място: 1992